# 霰彈定序法
基因組被分割成多個片斷（長度接近150,000個鹼基對）。由於這些片斷能被插入細菌中，並利用細菌的DNA複製機器進行複製，因此被稱為細菌人工染色體。通過對每一個這樣的片斷分別應用「霰彈槍測序法」，最終將這些片斷通過配對末端法（pair-end）以及其他許多定位數據重新組裝在一起從而獲得完整的基因組。這一手段是先將基因組分成相對較大的片斷，並且在對片斷進行測序前將其定位到每條染色體對應位置，所以被稱為「分級霰彈槍測序法」